# Šabac
Šabac  (tiếng Serbia:Шабац) là một thành phố Serbia. Thành phố Šabac có diện tích  km², dân số là người  (theo điều tra dân số Serbia năm 2002) còn dân số cả khu tự quản là người.  Đây là thủ phủ hành chính của quận